# Colin Davis (racerförare)
Colin Charles Houghton Davis, född 29 juli 1933 i Marylebone, London, död 19 december 2012 i Kapstaden, var en brittisk racerförare. Han var son till Le Mans-vinnaren Sammy Davis.

## Karriär
Colin Davis körde två formel 1-lopp säsongen 1959. Han deltog även i flera F1-lopp utanför VM-kalendern. Davis var mer framgångsrik i sportvagnsracing, med vinsten i Targa Florio 1964 och två klassegrar i Le Mans 24-timmars som främsta meriter.
Efter racingkarriären emigrerade Davis till Sydafrika.

## F1-karriär
| Säsong | Stall/Tillverkare                     | Poäng | Placering |
| ------ | ------------------------------------- | ----- | --------- |
| 1959   | Scuderia Centro Sud (Cooper-Maserati) | 0     | -         |